# Нікітін Олександр Олександрович
Олександр Олександрович Нікітін (рос. Александр Александрович Никитин; нар. 27 жовтня 1987, Бендери) — російський державний діяч. Тимчасово виконував обов'язки губернатора Хабаровського краю до 15 травня 2024 року.

## Біографія
Народився 27 жовтня 1987 року в Бендери Молдавскої РСР, СРСР. В 2012 році закончив Московський державний університет за спеціальністю міжнародні відносини, спеціаліст в області міжнародних відносин. В 2012—2015 рокіх був аспірантом МДУ.
З 2012 році Олександр Нікітін був помічником депутата Державної Думи Російської Федерації. Пробув на цій посаді до 2014 року.
З 2014 до 2016 рік був старшим інспектором Слідчого комітета Російської Федерації. У 2016—2020 рокіх був керавніком апарату Комітета Державної Думи Федеральних зборів Російської Федерації VII скликання з фізичної культури, спорту, туризму та справам молоді.
З 2018 до 2020 рік був членом робочої групи з удосконалення законодавства Російської Федерації в області фізичної культури та спорта Ради за президента Російської Федерації з розвитку фізичной культури та спорту.
З вересня 2021 року є першим віце-губернатором Хабаровського краю. У 2023 році став членом партії «Єдина Росія».
12 травня 2024 року призначений тимчасово виконуючий обов'язки губернатора Хабаровського краю.